# Ruttkai Iván
Ruttkai Iván (születési nevén Russ) (Budapest, 1922. december 19. – Stockholm, 2013. június 30.) grafikus, színész, sportoló, Ruttkai Éva és Ruttkai Ottó színművészek testvére. Életének utolsó évtizedeiben Svédországban élt.
Ellentmondásos a születési időpontjára vonatkozó adat (1922. december 19.), illetve a halálával kapcsolatos hírekben említett adat (87 évesen hunyt el 2013. június 30-án). Továbbá 2006-ban sokan összetévesztették személyét egy névrokona halálakor, így számos forrás tévesen 2006. június 19-ére teszi halálozásának időpontját.

## Színészi pályafutása
Lakner Gyermekszínházában ismerkedett meg a színészi munka alapjaival. Később számos budapesti színházban fellépett.

### Filmszerepei
- A titokzatos idegen (1937)
- A szív szava (1937)
- Rózsafabot (1940)
- Ma, tegnap, holnap (1941)
- Balkezes angyal (1941)
- Mese a 12 találatról (1956)

### Tévé
- Villa a Lidón (1971) négyrészes bűnügyi tévéfilm

## Sportolói eredményei
Magyar gyorskorcsolyabajnok volt, az 1948-as St. Moritz-i téli olimpián 1500 méteren tizedik, 5000 méteren tizenharmadik, 10 000 méteren tizenötödik, 500 méteren harminchetedik lett.